# Nourredine Kourichi
Nourredine Kourichi (ur. 12 kwietnia 1954 w Ostricourt, Francja) – algierski piłkarz występujący na pozycji obrońcy. Uczestnik Mistrzostw Świata 1982 i Mistrzostw Świata 1986.

## Kariera klubowa
Nourredine Kourichi cała piłkarską karierę spędził we Francji. Karierę zaczął w 1974 roku w klubie AS Poissy. W 1976 przeszedł do pierwszoligowego Valenciennes FC i grał w nim przez pięć lat. W latach 1979–1982 trenerem Valenciennes był były polski piłkarz Erwin Wilczek.
W latach 1981–1982 był zawodnikiem Girondins Bordeaux, z którego przeszedł do Lille OSC, w którym grał cztery lata. Ostatnie lata kariery spędził w FC Martigny-Sports i AC Bayeux, w którym zakończył karierę w 1989 roku.

## Kariera reprezentacyjna
Nourredine Kourichi występował w reprezentacji Algierii w latach osiemdziesiątych. Z reprezentacją Algierii uczestniczył w zwycięskich eliminacjach do Mistrzostw Świata 1982.
Na Mundialu był wystąpił we wszystkich trzech meczach grupowych z: reprezentację RFN 2-1, reprezentacją Austrii 0-2 oraz z reprezentacją Chile 3-2.
Później uczestniczył w zwycięskich eliminacjach Mistrzostw Świata 1986.
Na Mundialu wystąpił w dwóch meczach grupowych z: reprezentacją Hiszpanii 0-3 oraz reprezentacją Irlandii Północnej 1-1.